# Ворохобы (Псковская область)
Ворохобы — деревня в Великолукском районе Псковской области России. Входит в состав сельского поселения «Пореченская волость».
Расположена на юге волости на восточном побережье озера Ворохобы (плёс Ловати), в 60 км к югу от райцентра Великие Луки и в 12 км к югу от волостного центра Поречье.

## Население
Численность населения деревни на 2000 год составляла 1 житель, на 2010 год — постоянное население отсутствовало.

## История
До 2005 года деревня входила в состав ныне упразднённой Урицкой волости.